# Porto Mauá
Porto Mauá is een gemeente in de Braziliaanse deelstaat Rio Grande do Sul. De gemeente telt 2.580 inwoners (schatting 2009).

## Aangrenzende gemeenten
De gemeente grenst aan Alecrim, Novo Machado en Tuparendi. 

### Landsgrens
En met als landsgrens aan de gemeente Alba Posse en Veinticinco de Mayo in het departement Veinticinco de Mayo in de provincie Misiones met het buurland Argentinië. 